# Musée d'art Menard
Pour les articles homonymes, voir Menard.
 (novembre 2021).
Le musée d'art Menard (メ ナ ー ド 美術館) est un musée situé à Komaki, dans la préfecture d'Aichi, au Japon. Le musée a été fondé par les propriétaires de Nippon Menard Cosmetic Co. et ouvert en 1987.
Les œuvres d'art de la collection permanente comprennent Portrait de Jeanne Martin au chapeau orné de rose d'Édouard Manet (1881) et Homme dans un champ ou en soirée, la fin de la journée (1889) du peintre néerlandais Vincent van Gogh.
Le musée possède une grande collection de peintures japonaises des XIXe et XXe siècles. Sont exposées à la fois des œuvres d'art de style traditionnel japonais (nihonga), ainsi que des œuvres influencées par les mouvements artistiques occidentaux (yōga). Les peintures dans le style traditionnel japonais sont de Tawaraya Sôtatsu, Ogata Kōrin, Katsushika Ōi, Yokoyama Taikan, Uemura Shoen, Kobayashi Kokei, Yasuda Yukihiko, Maeda Seison, Murakami Kagaku, Okumura Togyu, Fukuda Heihachiro, Hayami Gyoshu, Higashiyama Kaii, Takayama Tatsuo, Kayama Matazō et Hirayama Ikuo.
Parmi les artistes d'influence occidentale de la collection figurent Fujishima Takeji, Okada Saburōsuke, Yasui Sōtarō, Umehara Ryūzaburō, Kuniyoshi Yasuo, Kishida Ryūsei, Yamaguchi Takeo, Munakata Shikō, Nakamura Tsune, Kanji Maeta, Saeki Yūzō et Koide Nar.

## Collection

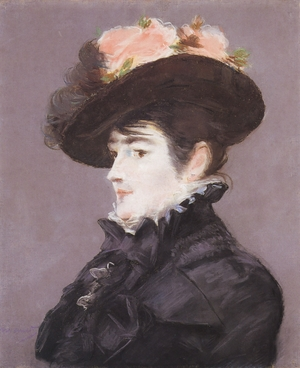
Portrait de Jeanne Martin au chapeau orné d'une rose par Manet (1881).
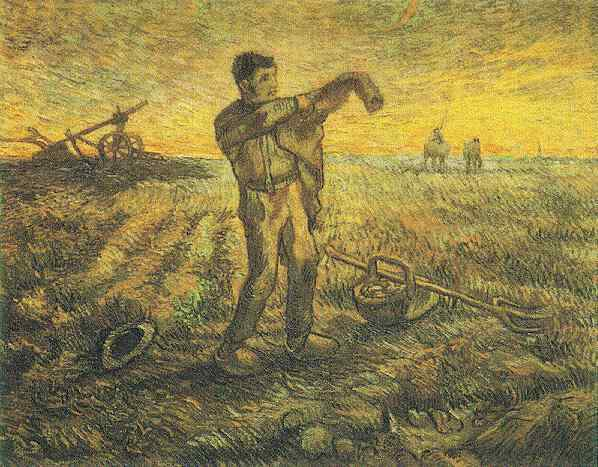
Homme dans un champ ou en soirée, la fin de la journée de van Gogh (1889).